# Йобст Николаус II (Хоенцолерн)
Йобст Николаус II фон Хоенцолерн (на немски: Jobst Nicolaus II von Hohenzollern; * 1514; † 10 юни 1558 в Хехинген) от швабската линия на Хоенцолерните е граф на Хоенцолерн.
Той е единственият син на граф Йоахим фон Хоенцолерн († 1538) и съпругата му Анастасия фон Щофелн († 1530), дъщеря на фрайхер Фридрих фон Щофелн. Внук е на Айтел Фридрих II фон Хоенцолерн († 1512), граф на Хайгерлох, и принцеса Магдалена фон Бранденбург († 1496).
Градът Хехинген е основан през 1255 г. от Хоенцолерните.

## Фамилия
Йобст Николаус II фон Хоенцолерн се жени 1531 г. в Мескирх за графиня Анна фон Цимерн-Вилденщайн (* 29 юни 1513; † 28 май 1570), дъщеря на граф Вилхелм Вернер фон Цимерн (1486 – 1521) и втората му съпруга ландграфиня Амалия фон Лойхтенберг (1469 – 1538). Te нямат деца.